# Hermann Recknagel
Hermann Recknagel (ur. 18 lipca 1892 w Strauchmuhle, zm. 23 stycznia 1945 w rejonie Piotrkowa Trybunalskiego) – niemiecki generał piechoty, uczestnik agresji na Polskę i Francję oraz ataku na Związek Radziecki.
W czasie pierwszej wojny światowej pełnił służbę jako oficer w armii niemieckiej, następnie służył w Reichswehrze. Służąc od 1934 roku w Wehrmachcie uczestniczył w agresji na Polskę i Francję oraz ataku na Związek Radziecki. Od stycznia 1942 roku dowodził 111 Dywizją Piechoty. W 1944 roku powierzono mu dowództwo XXXXII Korpus Piechoty. Dowodził nim w czasie walk z Armią Czerwoną na przyczółku baranowsko-sandomierskim oraz w czasie ofensywy rozpoczętej 12 stycznia 1945 roku przez Armię Czerwoną. Zabity został w czasie odwrotu, w rejonie Piotrkowa Trybunalskiego.

## Ordery i odznaczenia
- Krzyż Rycerski Krzyża Żelaznego